# Джеймс, Лейтон
Ле́йтон Джеймс (англ. Leighton James; 16 февраля 1953, Лафор — 19 апреля 2024) — валлийский футболист и тренер, выступал на позиции полузащитника.

## Клубная карьера
Во взрослом футболе дебютировал в 1970 году выступлениями за команду «Бернли», в которой провёл пять с половиной сезонов, приняв участие в 180 матчах чемпионата. Большинство времени, проведённого в составе «Бернли», был основным игроком атакующего звена команды, забив 45 голов.
В 1975 году он перешёл в «Дерби Каунти» за 310 000 фунтов стерлингов, тогдашний рекорд клуба, а в 1977 году присоединился к «Куинз Парк Рейнджерс» в обмен на Дона Массона. Он дебютировал за КПР в матче против «Вест Бромвич Альбиона» в октябре 1977 года и всего за год сыграл за клуб 28 матчей Первого дивизиона, забив 4 гола.
В 1978 году Джеймс вернулся в «Бернли», которое тогда играла во Втором дивизионе, а в начале 1980 года стал игроком валлийского «Суонси Сити». Клуб выступал во Втором английском дивизионе, но параллельно играл в Кубке Уэльса. Джеймс помог команде в 1981 году выйти в Первый дивизион, а также трижды подряд в 1981—1983 годах выиграть кубок.
С начала 1983 года полтора сезона Джеймс выступал за «Сандерленд», проведя свои последние 52 матча в высшем английском дивизионе, после чего играл за нижнелиговые «Бери» и «Ньюпорт Каунти».
Завершил игровую карьеру в команде «Бернли», в составе которой и начинал карьеру. Джеймс вернулся в клуб в 1986 году и защищал цвета команды до прекращения выступлений на профессиональном уровне в 1989 году, выступая в Четвертом дивизионе.

## Карьера в сборной
27 октября 1971 года дебютировал в официальных матчах в составе национальной сборной Уэльса в игре отбора на Евро-1972 против Чехословакии (0:1).
Всего в течение карьеры в национальной команде, длившейся 13 лет, провёл в её форме 54 матча, забив 10 голов.

## Тренерская карьера
Начал тренерскую карьеру, вернувшись в футбол после небольшого перерыва, в октябре 1993 года, возглавив тренерский штаб клуба «Гейнсборо Тринити». После этого возглавлял «Моркам», но был уволен только через 5 месяцев работы.
В октябре 1995 года он был назначен главным тренером клуба Высшего дивизиона Южной лиги «Илкестон Таун». Выиграв свои первые три матча в команде, команда провела 20 игр без побед, после чего Джеймс покинул клуб в феврале 1996 года.
29 сентября 1997 года Джеймс возглавил «Аккрингтон Стэнли». Он провёл пять месяцев в должности, прежде чем подать в отставку в феврале 1998 года.
Впоследствии с 1998 по 2003 год с перерывом на работу в небольшом клубе «Гарден Вилледж» возглавлял валлийскую команду «Лланелли Таун».
В декабре 2009 года Джеймса назначили главным тренером низшелегового валлийского клуба «Абераман Атлетик», который он покинул в следующем году.
Последним местом тренерской работы Джеймса стал клуб «Хаверфордуэст Каунти», главным тренером команды которого Лейтон Джеймс был с 2011 по 2012 год, но провёл в команде всего 2 месяца.
Умер 19 апреля 2024 года.